# Боумен, Роб
Роб Стэнтон Боумен (англ. Rob Stanton Bowman; родился 15 мая 1960 года) — американский режиссёр кино и телевидения, сценарист и продюсер, четырёхкратный номинант на премию «Эмми».
Сын режиссёра Чака Боумена, Роб вырос в кинематографической среде и пошёл по стопам отца. Преимущественно Роб Боумен стал известен благодаря своей работе над телесериалами, самыми известными из которых являются «Звёздный путь: Следующее поколение», и «Секретные материалы». Также он является исполнительным продюсером и директором телесериала «Касл» и выступил режиссёром художественных фильмов «Секретные материалы: Борьба за будущее», «Власть огня» и «Электра».

## Биография и карьера
Роб Боумен родился 15 мая 1960 года в семье телережиссёра Чака Боумена. Посмотрев в детстве фильм «Волшебник страны Оз», Боумен увлёкся кинематографией и стал много времени проводить на работе у отца, нередко выполняя обязанности ассистента режиссёра.
После обучения на кинематографическом факультете в Университете Юты, Боумен переехал в Лос-Анджелес. Там он получил работу в почтовом отделе компании «Stephen Cannell Productions», где проработал два года, по мере возможности наблюдая за производством фильмов. Попутно он учился на курсах для режиссёров, и со временем выработал свой личный стиль режиссуры.

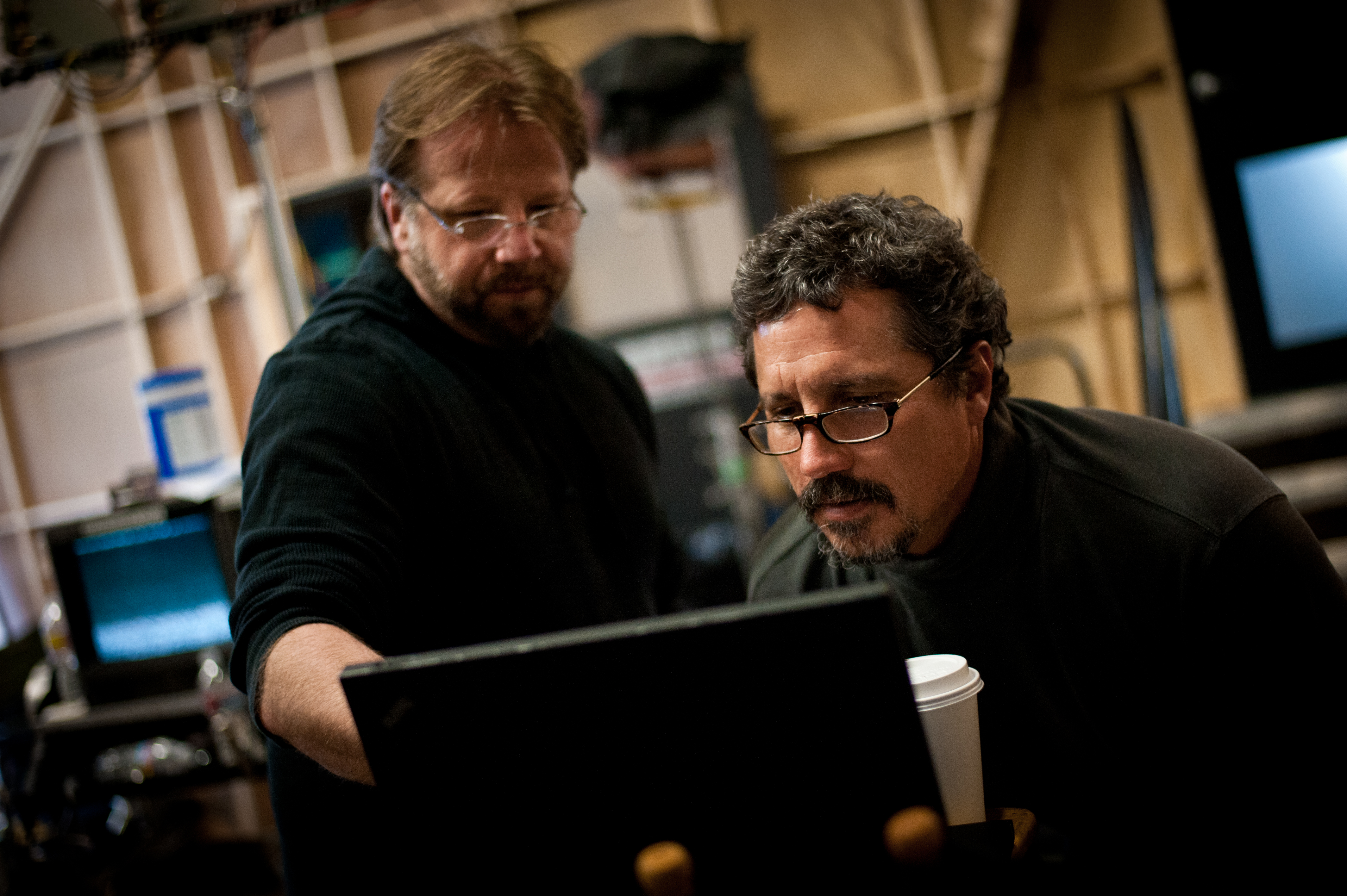
Эндрю Марлоу и Роб Боумен (справа) во время работы над сериалом «Касл».

В 1982 году Боумен приступил съёмочной работе в компании Кенела, работая на вторых ролях. После ухода из компании Кеннела в 1987 году, Боумен произвёл впечатление на продюсера Роберта Джастмана, который нанял его в качестве режиссёра в первом сезоне сериала «Звёздный путь: Следующее поколение». Боумену на тот момент было 27 лет, и на первой встрече с исполнительным продюсером Риком Берманом, его сначала приняли за разносчика пиццы. Боумен выступил режиссёром четвёртого эпизода, и его работа очень впечатлила создателя сериала — Джина Родденберри. Всего Боумен в первом сезоне сериала срежиссировал два эпизода «Звёздного пути», в 1988 году — уже пять. Кроме того, в тому году он выступил режиссёром в нескольких сериалах, включая Джамп стрит, 21, а в дальнейшем — занял режиссёрское кресло на съёмках фильма «Крылатые роллеры».
Увидев рекламный ролик к пилотной серии «Секретных материалов», Боумен связался со своим агентом, сказав тому, что хочет быть режиссёром в этом сериале. Режиссёрским дебютом Боумена в данном сериале стал эпизод «Транссексуал». В дальнейшем, Боумен стал одним из наиболее продуктивных режиссёров «Секретных материалов» и получил право режиссировать их первую полнометражную киноадаптацию, а также стал продюсером сериала.
Позже, ABC наняла Боумена в качестве режиссёра пилотной серии «Касла».

## Избранная фильмография

### Продюсер
- Новичок / The Rookie (2019—2020)
- Переправа / The Crossing (2018)
- Касл / Castle (2009—2016)
- Новый день / Day Break (2006—2007)
- Одинокие стрелки / The Lone Gunmen (2001)
- Секретные материалы / The X-Files (1995—2000)
- Команда «А» / The A-Team (1985—1987)
- Последний участок / The Last Precinct (1986)
- Быстрое течение / Riptide (1985)

### Режиссёр
- Новичок / The Rookie (2019)
- Реанимация / Code Black (2017—2018)
- Куантико / Quantico (2018)
- Переправа / The Crossing (2018)
- Улов / The Catch (2017)
- Касл / Castle (2009—2016)
- Новый день / Day Break (2006—2007)
- Ночные кошмары и фантастические видения / Nightmares & Dreamscapes: From the Stories of Stephen King (2006)
- Крадущийся в ночи / Night Stalker (2005)
- Электра / Elektra (2005)
- Власть огня / Reign of Fire (2002)
- Одинокие стрелки / The Lone Gunmen (2001)
- Секретные материалы / The X-Files (1994—2000)
- Секретные материалы: Борьба за будущее / The X-Files (1998)
- Виртуальная реальность / VR.5 (1995)
- M.A.N.T.I.S. / M.A.N.T.I.S. (1994)
- Ловушки / Traps (1994)
- Приключения Бриско Каунти — младшего / The Adventures of Brisco County, Jr. (1993)
- Крылатые роллеры / Airborne (1993)
- Паркер Льюис не теряется / Parker Lewis Can’t Lose (1991—1993)
- Команда в шляпах / The Hat Squad (1992—1993)
- Текила и Бонетти / Tequila and Bonetti (1992)
- Квантовый скачок / Quantum Leap (1991)
- Управление по борьбе с наркотиками / DEA (1991)
- Против закона / Against the Law (1991)
- Звонящий в полночь / Midnight Caller (1990)
- Звёздный путь: Следующее поколение / Star Trek: The Next Generation (1987—1990)
- Hardball / Hardball (1989—1990)
- Манкузо, ФБР / Mancuso, F.B.I. (1989—1990)
- Спасатели Малибу / Baywatch (1989)
- Нация пришельцев / Alien Nation (1989)
- Букер / Booker (1989)
- Секретный агент Макгайвер / MacGyver (1989)
- Разбойники / The Highwayman (1988)
- Зонд / Probe (1988)
- Сонни Спун / Sonny Spoon (1988)
- Джамп-стрит, 21 / 21 Jump Street (1987)
- Стингрей / Stingray (1986—1987)